# 国际法与国内法的关系
国际法与国内法可能产生冲突，当两者冲突时的处理方法就体现了国际法与国内法的关系。一元论和二元论是处理国际法与国内法的关系的两种理论。大部分国家采用了部分一元部分二元的法律体系。

## 国际法大于国内法
一元论认为国际法与国内法融为一体，共同用来确定一项行为是否合法。即使有些国家宣称实施一元论，但仍区别对待国际公约和其他国际法（如国际习惯法和强制性规范）；这说明该国实际采用的是部分一元部分二元的法律体系。
在德国等国家，国际法与国内法具有相同的效力，但德国采用新法优先原则，如果签署国际法后新通过的法律与国际法相抵，则新的国内法有效，国际法无效。
如果采用纯一元体系，国际法一旦被签署就立即在签署国生效，习惯法也在该国有效。国内法院和民众都可以直接援引国际法，如同援引国内法一样。如果国内法与国际法相抵触，国内法就会失效，不论是普通法还是宪法，不论是新法或旧法。
从人权角度看，一元体系有其优点。假设一个国家签署了《公民权利和政治权利国际公约》，但国内法限制了言论自由，民众因言获罪时便可援引国际公约，要求法官根据国际公约宣判其无罪，并宣布限制言论自由的国内法无效。毕竟，热衷言论管制的国家不太愿意按照签署的人权公约制定相应的国内法。签署人权公约可能只是迫于政治压力或讨好国际社会。
| | 所以，如果有荷兰人觉得自己的人权被侵犯了，他就可以上法庭，而法官必须依照《欧洲人权公约》宣判，即使欧洲人权公约与荷兰的国内法不一致。 |
| ——G.J. Wiarda, in Antonio Cassese, International Law in a Divided World, Clarendon Press, Oxford, 1992, p. 17. | |

## 国内法大于国际法
二元体系强调国际法和国内法的区别，国际法需要借以国内法来实施。虽然签署国际公约但不实施该公约是有违国际法的，但该公约还是不属于该国的法律，不可用于判案。与国际法抵触的国内法仍旧有效。根据二元论，法官从不援引国际法，但国内法可以按照国际法修改或指定。